# 单果树科
单果树科又名球花柞科，只有1属1种，是单种科，生长在马达加斯加岛及其对面的非洲东海岸、东面的马斯克林群岛和塞舌耳群岛。
本科植物为常绿灌木，单叶互生，叶缘有锯齿，无托叶，叶子干燥后会变成蓝色。
1981年的克朗奎斯特分类法将其列在大风子科内，1998年根据基因亲缘关系分类的APG 分类法认为应该单独分出一个科，但没有放在任何一个目中，直接列在蔷薇分支之下，2003年经过修订的APG II 分类法维持原分类，但2006年5月7日的新修订将其列在缨子木目中。